# Чубасов Вадим Львович
Чубасов Вадим Львович (1934—2007) — український телережисер, кінознавець, педагог. Разом з Віктором Кісіним заснував першу в Радянському Союзі кафедру телережисури в Київському державному інституті театрального мистецтва ім. І. К. Карпенка-Карого. Разом з Віктором Івченком став засновником кінофестивалю «Молодість».

## Життєпис
Народився 6 серпня 1934 року у м. Києві. Навчався в важкий повоєнний час в 24-й Київській чоловічій школі. У 1952 році закінчив школу із золотою медаллю та мав право вступити в будь-який інститут СРСР без іспитів, однак вибрав Київський державний інститут театрального мистецтва ім. Карпенко-Карого (нині - Київський національний університет театру, кіно і телебачення ім. І. К. Карпенка-Карого). Першим учителем Вадима Чубасова був талановитий український театральний й кінорежисер, педагог, учень Олександра Довженка з режисерської лабораторії на Київській кінофабриці, заслужений діяч мистецтв УРСР — Віктор Семенович Довбищенко. З другого курсу, після смерті Віктора Довбищенко, осиротілий курс очолив відомий режисер і театрознавець, режисер-лаборант, секретар режисерського штабу Леся Курбаса «Березіль» — Михайло Полієвктович Верхацький.
У 1957 році Вадим Чубасов закінчив Київський державний інститут театрального мистецтва ім. І.Карпенка-Карого (нині - Київський національний університет театру, кіно і телебачення ім. І. К. Карпенка-Карого). 
Разом з Віктором Кісіним заснував першу в Радянському Союзі кафедру телережисури в Київському державному інституті театрального мистецтва ім. І. К. Карпенка-Карого (нині - Київський національний університет театру, кіно і телебачення ім. І. К. Карпенка-Карого). Після цього Кісін заснував таку ж кафедру і в Київському державному інституті культури ім. Корнійчука (нині - Київський національний університет культури і мистецтв). Через деякий час Вадим Львович Чубасов разом з Володимиром Горпенко відкрив кафедру кіно-, телемистецтва в Київському Міжнародному Університеті (нині - кафедра аудіовізуального мистецтва і виробництва, в Інституті телебачення, кіно і театру Київського Міжнародного Університету). 
Вадим Львович разом з Віктором Івченком став засновником кінофестивалю «Молодість» (нині - Київський міжнародний кінофестиваль «Молодість»). Вадим Чубасов засновник Міжнародного конкурсу «Молоде телебачення», який сьогодні носить його ім'я - Всеукраїнський міжнародний конкурс-фестиваль «Молоде телебачення» імені Вадима Чубасова.

### Вибрані творчі доробки
- Автор книги «Вступ до спеціальності „Кінотелемистецтво“» (першого українського підручника для телережисерів)[2]
- Режисер фільму «С. М. Ейзенштейн: Уроки монтажу»[3]

## Відомі учні
Серед учнів Вадима Львовича Чубасова велика кількість відомих і талановитих діячів мистецтв, зокрема: Володимир Бортко, Максим Паперник, Анатолій Борсюк, Олександр Жеребко, Ірина Дніпренко (телережисер культової дитячої телепередачі «Катрусин кінозал»), а також телеведуча Інна Шевченко та інші.
|                               | Всім тим, що я є, я зобов'язаний моєму вчителю Вадиму Львовичу Чубасову |
| — Володимир Бортко (молодший) |                                                                         |

## Сім'я
Дружина Тамара Володимирівна Щербатюк — радянська та українська телеведуча, засновниця авторської телепрограми «Надвечір'я». Кавалер Ордена княгині Ольги II та III ст., Заслужений працівник культури УРСР.
Дочка Олена — мистецтвознавиця.